# 알렉산더르 더크로
알렉산더르 더크로(네덜란드어: Alexander De Croo, 1975년 11월 3일~)는 벨기에의 기업인 출신 정치인으로, 2020년 10월부터 2025년 2월까지 제54대 벨기에의 총리를 역임했다. 플람스브라반트주 빌보르더 출신으로, 브뤼셀 자유 대학교에서 경영공학을 전공했으며, 이후 노스웨스턴 대학교에서 경영학 석사 학위를 취득했다. 2006년 회사 Darts-ip을 창립하기 전까지 보스턴 컨설팅 그룹에서 일했다. 이후 열린 플람스 자유민주당(Open VLD)에 입당해 2009년부터 2012년까지 당 대표를 지냈으며, 2012년부터 2020년까지 엘리오 디 뤼포, 샤를 미셸, 소피 윌메스 내각에서 부총리직을 맡았다.
부총리 시절이던 2012년부터 2014년까지 연금부 장관을, 2014년부터 2020년까지 개발협력부 장관을, 2018년부터 2020년까지 재무장관을 지냈다. 2019년 총선 이후 1년 넘게 지난 2020년 10월 1일 소피 윌메스를 대신해 새 총리로 취임했다.